# Klasztor Ksenofonta
Klasztor Ksenofonta (grec.: Μονή Ξενοφώντος) – jeden z klasztorów na Górze Athos, położony w zachodniej części półwyspu, pomiędzy klasztorami Dochiariu i św. Pantelejmona. Poświęcony został św. Jerzemu. Zajmuje szesnaste miejsce w atoskiej hierarchii. Klasztor zbudowany został w X albo XI wieku.
Ma 11 kaplic wewnątrz i sześć na zewnątrz. Katolikon klasztoru został ozdobiony w 1766 roku freskami albańskich malarzy Kostandina i Athanasa Zografi. Do dziś zachowały się ich freski w naos, pozostałe uległy zniszczeniu w czasie przebudowy kościoła w 1901 roku.
W bibliotece klasztoru przechowywanych jest 300 rękopisów i około 4000 drukowanych ksiąg.
W klasztorze mieszka 30 mnichów.